# Seznam GPU firmy AMD
Seznam GPU od AMD je přehled jednotlivých grafických čipů společností AMD, resp. dříve společností ATI.

## GPU pro stolní PC (dGPU)
- Někdy nazývané taky jako dedikované nebo externí grafické karty, proto zkráceně dGPU.

### Řada Mach
| Mach 8  | 1991 | Až 8bitový mód                     | 512 KiB nebo 1 MiB | DRAM nebo VRAM        | -        | ISA, MCA                 |
| Mach 32 | 1992 | 32bitová se základní podporou DOSu | 1 nebo 2 MiB       | DRAM nebo VRAM        | 64bitová | ISA, EISA, VLB, PCI, MCA |
| Mach 64 | 1994 | 64bitová se základní podporou DOSu | 1, 2, 4 nebo 8 MiB | DRAM, VRAM nebo SGRAM | 64bitová | ISA, VLB, PCI            |

### Řada Rage
- 1 Vertex shader : Pixel pipeline : TMU : ROP

| Specifikace Rage | Specifikace Rage | Specifikace Rage | Specifikace Rage | Specifikace Rage  | Specifikace Rage | Specifikace Rage    | Specifikace Rage | Specifikace Rage | Specifikace Rage | Specifikace Rage | Specifikace Rage | Specifikace Rage | Specifikace Rage | Specifikace Rage | Specifikace Rage |
| Model            | Uvedeno          | Technologie      | Frekvence GPU    | Rozdělení jádra 1 | Hardware T&L     | Výkon               | Výkon            | Paměť            | Paměť            | Paměť            | Paměť            | Paměť            | Slot             | DirectX          | OpenGL           |
| ---------------- | ---------------- | ---------------- | ---------------- | ----------------- | ---------------- | ------------------- | ---------------- | ---------------- | ---------------- | ---------------- | ---------------- | ---------------- | ---------------- | ---------------- | ---------------- |
| Model            | Uvedeno          | Technologie      | Frekvence GPU    | Rozdělení jádra 1 | Hardware T&L     | Fillrate max (MT/s) | MTriangles/s     | Frekvence        | Velikost         | Typ              | Sběrnice         | Propusnost       | Slot             | DirectX          | OpenGL           |
| Rage 3D          | 1995             | 500 nm           | 40 MHz           | 0:1:1:1           | ne               | 40                  | -                | 40 MHz           | až 2 MiB         | EDO              | 32bitová         | 0,32 GB/s        | PCI              | 5                | -                |
| Rage II          | Říjen 1996       | 500 nm           | 60?/25? MHz      | 0:1:1:1           | ne               | 60                  | -                | 66?/83? MHz      | až 8 MiB         | SDR              | 64bitová         | 0,53 GB/s        | PCI              | 5                | -                |
| Rage Pro         | Duben 1997       | 350 nm           | 75 MHz           | 0:1:1:1           | ne               | 75                  | 1,2              | 100 MHz          | až 16 MiB        | SDR              | 64bitová         | 0,8 GB/s         | AGP, PCI         | 6                | 1,1              |
| Rage 128 VR      | Srpen 1998       | 250 nm           | 90 MHz           | 0:2:2:2           | ne               | 180                 | 3,5              | 90 MHz           | až 32 MiB        | SDR              | 64bitová         | 0,72 GB/s        | AGP, PCI         | 6                | 1,2              |
| Rage 128 GL      | Srpen 1998       | 250 nm           | 103 MHz          | 0:2:2:2           | ne               | 206                 | 4                | 103 MHz          | až 32 MiB        | SDR              | 128bitová        | 1,65 GB/s        | AGP, PCI         | 6                | 1,2              |
| Rage XL/XC       | Leden 1999       | 250 nm           | 90? MHz          | 0:2:2:2           | ne               | 180?                | 1                | 125/150 MHz      | až 8 MiB         | SDR              | 32/64bitová      | 0,6/1 GB/s       | AGP, PCI         | 6                | 1,2              |
| Rage 128 Pro     | Srpen 1999       | 250 nm           | 125 MHz          | 0:2:2:2           | ne               | 250                 | 8                | 143 MHz          | až 32 MiB        | SDR              | 128bitová        | 2,28 GB/s        | AGP, PCI         | 6                | 1,2              |
| Rage Fury MAXX   | Říjen 1999       | 250 nm           | 125 MHz          | 2x 0:2:2:2        | ne               | 2x 250              | 2x 8             | 143 MHz          | až 2x 32 MiB     | SDR              | 128bitová        | 2,28 GB/s        | AGP              | 6                | 1,2              |

### Řada Radeon R100
- 1 Vertex shader : Pixel pipeline : TMU : ROP

| Specifikace R100 (použita na Radeon 7000) | Specifikace R100 (použita na Radeon 7000) | Specifikace R100 (použita na Radeon 7000) | Specifikace R100 (použita na Radeon 7000) | Specifikace R100 (použita na Radeon 7000) | Specifikace R100 (použita na Radeon 7000) | Specifikace R100 (použita na Radeon 7000) | Specifikace R100 (použita na Radeon 7000) | Specifikace R100 (použita na Radeon 7000) | Specifikace R100 (použita na Radeon 7000) | Specifikace R100 (použita na Radeon 7000) | Specifikace R100 (použita na Radeon 7000) | Specifikace R100 (použita na Radeon 7000) | Specifikace R100 (použita na Radeon 7000) | Specifikace R100 (použita na Radeon 7000) | Specifikace R100 (použita na Radeon 7000) | Specifikace R100 (použita na Radeon 7000) |
| Název jádra                               | Uvedeno                                   | Modely                                    | Technologie                               | Frekvence GPU                             | Rozdělení jádra 1                         | Hardware T&L                              | Výkon                                     | Paměť                                     | Paměť                                     | Paměť                                     | Paměť                                     | Paměť                                     | Slot                                      | DirectX                                   | OpenGL                                    |                                           |
| ----------------------------------------- | ----------------------------------------- | ----------------------------------------- | ----------------------------------------- | ----------------------------------------- | ----------------------------------------- | ----------------------------------------- | ----------------------------------------- | ----------------------------------------- | ----------------------------------------- | ----------------------------------------- | ----------------------------------------- | ----------------------------------------- | ----------------------------------------- | ----------------------------------------- | ----------------------------------------- | ----------------------------------------- |
| Název jádra                               | Uvedeno                                   | Modely                                    | Technologie                               | Frekvence GPU                             | Rozdělení jádra 1                         | Hardware T&L                              | Fillrate max (MT/s)                       | Frekvence                                 | Velikost                                  | Typ                                       | Sběrnice                                  | Propusnost                                | Slot                                      | DirectX                                   | OpenGL                                    |                                           |
| R100                                      | 2000                                      | Radeon 32/64, 7200, 64/7200 VIVO, AIW     | 180 nm                                    | 167–183 MHz                               | 0:2:6:2                                   | ano                                       | 1000–1098                                 | 167–183 MHz                               | až 64 MiB                                 | SDR, DDR                                  | 64-, 128bitová                            | 2,7–5,9 GB/s                              | AGP, PCI                                  | 7                                         | 1,3                                       |                                           |
| RV100                                     | 2001                                      | Radeon 7000/VE                            | 180 nm                                    | 183 MHz                                   | 0:1:3:1                                   | ne                                        | 549                                       | 183 MHz                                   | až 64 MiB                                 | DDR                                       | 64bitová                                  | 2,9 GB/s                                  | AGP, PCI                                  | 7                                         | 1,3                                       |                                           |
| RS100                                     | 2002                                      | Radeon IGP 320M                           |                                           | 183 MHz                                   | 0:1:3:1                                   | ne                                        |                                           |                                           |                                           |                                           |                                           |                                           | internal AGP                              | 7                                         | 1,3                                       |                                           |
| RV200                                     | 2002                                      | Radeon AIW VE, 7500                       | 180 nm                                    | 260–290 MHz                               | 0:2:6:2                                   | ano                                       | 1560–1740                                 | 230–250 MHz                               | až 128 MiB                                | DDR                                       | 128bitová                                 | 7,4–8 GB/s                                | AGP, PCI                                  | 7                                         | 1,3                                       |                                           |
| RS200M                                    | 2003                                      | Radeon IGP 345M                           |                                           | 183 MHz                                   | 0:1:3:1                                   | ano                                       | 550                                       | 166MHz (PC2700)                           |                                           |                                           |                                           |                                           | internal AGP                              | 7                                         | 1,3                                       |                                           |
| RS250                                     | 2003                                      | MR 7000 IGP                               |                                           |                                           |                                           | ne                                        |                                           |                                           |                                           |                                           |                                           |                                           | internal AGP                              | 7                                         | 1,3                                       |                                           |
| RN50                                      | 2006                                      | ES1000                                    |                                           | 200 MHz                                   |                                           | ne                                        |                                           | 250 MHz                                   | 256 MiB                                   |                                           |                                           |                                           | PCI                                       | 7                                         | 1,3                                       |                                           |

### Řada Radeon R200
- 1 Vertex shader : Pixel pipeline : TMU : ROP

| Frekvence | Velikost                               | Typ    | Sběrnice    | Propusnost |     |             |            |     |                |              |     |     |     |
| R200      | Radeon 8500 / 8500LE / 8500LELE / 9100 | 150 nm | 230–275 MHz | 2:4:8:4    | ano | 230–275 MHz | až 128 MiB | DDR | 64-, 128bitová | 7,3–8,8 GB/s | AGP | 8.1 |     |
| RV250     | Radeon 9000 / 9000Pro                  | 150 nm | 250–275 MHz | 1:4:4:4    | ano | 250–275 MHz | až 128 MiB | DDR | 128bitová      | 6,4–8,8 GB/s | AGP | 8.1 |     |
| RV280     | Radeon 9200 / SE / Pro / 9250          | 150 nm | 200–300 MHz | 1:1:1:4    | ano | 200–300 MHz | až 128 MiB | DDR | 64-, 128bitová | 3,2–9,6 GB/s | AGP | 8.1 | 1,3 |

### Řada Radeon R300
- 1 Vertex shader : Pixel pipeline : TMU : ROP

| Počet jader | Podpora API | Podpora API | Podpora API |
| Počet jader | DirectX     | OpenGL      |             |
| ----------- | ----------- | ----------- | ----------- |
| 1           | 9.0         | 2.1         |             |

| Specifikace R300 (použita na Radeon 9000) | Specifikace R300 (použita na Radeon 9000) | Specifikace R300 (použita na Radeon 9000) | Specifikace R300 (použita na Radeon 9000) | Specifikace R300 (použita na Radeon 9000) | Specifikace R300 (použita na Radeon 9000) | Specifikace R300 (použita na Radeon 9000) | Specifikace R300 (použita na Radeon 9000) | Specifikace R300 (použita na Radeon 9000) | Specifikace R300 (použita na Radeon 9000) | Specifikace R300 (použita na Radeon 9000) | Specifikace R300 (použita na Radeon 9000) |
| Název jádra                               | Modely                                    | Nanotechnologie                           | Frekvence GPU                             | Rozdělení jádra 1                         | Hardware T&L                              | Paměť                                     | Paměť                                     | Paměť                                     | Paměť                                     | Paměť                                     | Slot                                      |
| ----------------------------------------- | ----------------------------------------- | ----------------------------------------- | ----------------------------------------- | ----------------------------------------- | ----------------------------------------- | ----------------------------------------- | ----------------------------------------- | ----------------------------------------- | ----------------------------------------- | ----------------------------------------- | ----------------------------------------- |
| Název jádra                               | Modely                                    | Nanotechnologie                           | Frekvence GPU                             | Rozdělení jádra 1                         | Hardware T&L                              | Frekvence                                 | Velikost                                  | Typ                                       | Sběrnice                                  | Propusnost                                | Slot                                      |
| R300                                      | Radeon 9500 / Pro / 9700 / Pro            | 150 nm                                    | 275–325 MHz                               | 4:4:1:4 (9500), 4:8:1:8                   | ano                                       | 275–325 MHz                               | až 256 MiB                                | DDR                                       | 128-, 256bitová                           | 8,8–19,8 GB/s                             | AGP                                       |
| R350                                      | Radeon 9800 / SE / Pro                    | 150 nm                                    | 325–380 MHz                               | 4:4:1:4 (9800SE), 4:8:1:8                 | ano                                       | 250–350 MHz                               | až 256 MiB                                | DDR                                       | 128-, 256bitová                           | 8,0–22,4 GB/s                             | AGP                                       |
| R360                                      | Radeon 9800XT                             | 150 nm                                    | 412 MHz                                   | 4:8:1:8                                   | ano                                       | 365 MHz                                   | až 256 MiB                                | DDR                                       | 256bitová                                 | 23,4 GB/s                                 | AGP                                       |
| RV350                                     | Radeon 9600 / Pro                         | 130 nm                                    | 325–400 MHz                               | 2:4:1:4                                   | ano                                       | 200–325 MHz                               | až 256 MiB                                | DDR                                       | 128bitová                                 | 6,4–10,4 GB/s                             | AGP                                       |
| RV360                                     | Radeon 9550 / SE / 9600SE / 9600XT        | 130 nm                                    | 250–500 MHz                               | 2:4:1:4                                   | ano                                       | 200–300 MHz                               | až 256 MiB                                | DDR                                       | 64-, 128bitová                            | 3,2–8,8 GB/s                              | AGP                                       |
| RV370                                     | Radeon X300 / SE / X550 / X1050           | 150 nm                                    | 325–400 MHz                               | 2:4:1:4                                   | ano                                       | 200–333 MHz                               | až 256 MiB                                | DDR                                       | 64-, 128bitová                            | 3,2–10,6 GB/s                             | PCI-E                                     |
| RV380                                     | Radeon X600Pro / X600XT                   | 130 nm                                    | 400–500 MHz                               | 2:4:1:4                                   | ano                                       | 300–370 MHz                               | až 256 MiB                                | DDR                                       | 128bitová                                 | 9,6–11,8 GB/s                             | PCI-E                                     |

### Řada Radeon R400
- 1 Zařazení je bráno v době vydání nebo po dobu kdy nebylo nic novějšího.

| Počet jader | Podpora API | Podpora API | Podpora API |
| Počet jader | DirectX     | OpenGL      |             |
| ----------- | ----------- | ----------- | ----------- |
| 1           | 9.0b        | 2.0         |             |

| Název čipu | Vydáno        | Modely karet                      | Část trhu 1       | Připojitelné rozhraní | Čip      | Čip      | Čip | Čip    | Frekvence (MHz) | Frekvence (MHz) | Výkon Fillrate | Výkon Fillrate | Paměťová část | Paměťová část  | Paměťová část      | Paměťová část        |
| Název čipu | Vydáno        | Modely karet                      | Část trhu 1       | Připojitelné rozhraní | Jednotky | Jednotky | TMU | ROP    | Čip             | Efektivní Paměť | Výkon Fillrate | Výkon Fillrate | Paměť (MiB)   | Typ pamětí     | Propustnost (GB/s) | Šířka sběrnice (bit) |
| Název čipu | Vydáno        | Modely karet                      | Část trhu 1       | Připojitelné rozhraní | Pixel    | Vertex   | TMU | ROP    | Čip             | Efektivní Paměť | Texture (GT/s) | Pixel (GP/s)   | Paměť (MiB)   | Typ pamětí     | Propustnost (GB/s) | Šířka sběrnice (bit) |
| ---------- | ------------- | --------------------------------- | ----------------- | --------------------- | -------- | -------- | --- | ------ | --------------- | --------------- | -------------- | -------------- | ------------- | -------------- | ------------------ | -------------------- |
| RV410      | Září 2004     | X700                              | Nižší             | PCIe x16 AGP 8x       | 8        | 6        | 8   | 8      | 250 400         | 532 700 800     | 2 3,2          | 2 3,2          | 128 256       | DDR DDR2 GDDR3 | 8,5 11,2 12,8      | 128                  |
| RV410      | 2004          | X700 SE                           | Nižší             | PCIe x16              | 8        | 6        | 8   | 8      | 400             | 500             | 3,2            | 3,2            | 128 256       | DDR            | 8                  | 128                  |
| RV410      | Září 2004     | X700 Pro                          | Nižší             | PCIe x16 AGP 8x       | 8        | 6        | 8   | 8      | 425             | 860             | 3,4            | 3,4            | 128 256       | GDDR3          | 13,76              | 128                  |
| RV410      | Září 2004     | X700 XT                           | Předváděcí vzorky | PCIe x16              | 8        | 6        | 8   | 8      | 475             | 1050            | 3,8            | 3,8            | 128           | GDDR3          | 16,8               | 128                  |
| R420       |               | X800 VE                           | Nejnižší          | AGP 8x                | 4        | 6        | 4   | 4      | 425             | 800             | 1,7            | 1,7            | 256           | DDR DDR2 GDDR3 | 25,6               | 256                  |
| R420       | X800 SE       | Nižší                             | AGP 8x            | 8                     | 6        | 8        | 8   | 425    | 800             | 3,4             | 3,4            | 256            | GDDR3         | 25,6           |                    | 256                  |
| R420       | 2005          | X800 GT                           | Nižší             | 8                     | 6        | 8        | 8   | AGP 8x | 475             | 980             | 3,8            | 3,8            | 256           | GDDR3          | 31,36              | 256                  |
| R420       | Listopad 2005 | X800 GTO                          | Střední           | AGP 8x                | 12       | 6        | 12  | 12     | 400             | 980             | 4,8            | 4,8            | 256           | GDDR3          | 31,36              | 256                  |
| R420       | Květen 2004   | X800 PRO X800 PRO VIVO            | Střední           | AGP 8x                | 12       | 6        | 12  | 12     | 475             | 900             | 5,7            | 5,7            | 256           | GDDR3          | 28,8               | 256                  |
| R420       | 2004          | X800 XT X800 XT AIW               | Vyšší             | AGP 8x                | 16       | 6        | 16  | 16     | 500             | 1000            | 8              | 8              | 256           | GDDR3          | 32                 | 256                  |
| R420       | 2004          | X800 XT PE                        | Vyšší             | AGP 8x                | 16       | 6        | 16  | 16     | 520             | 1120            | 8,32           | 8,32           | 256           | GDDR3          | 35,84              | 256                  |
| R423       | Září 2005     | Radeon X800 GT 128                | Nižší             | PCIe x16              | 8        | 6        | 8   | 8      | 390 475         | 700             | 3,128 3,8      | 3,128 3,8      | 128           | DDR GDDR3      | 22,4               | 256                  |
| R423       | Září 2005     | Radeon X800 GTO 256               | Nižší             | PCIe x16              | 8        | 6        | 8   | 8      | 475             | 980             | 3,8            | 3,8            | 256           | GDDR3          | 31,36              | 256                  |
| R423       | Listopad 2005 | Radeon X800 GTO 128               | Střední           | PCIe x16              | 12       | 6        | 12  | 12     | 400             | 700             | 4,8            | 4,8            | 128           | DDR GDDR3      | 22,4               | 256                  |
| R423       | Listopad 2005 | Radeon X800 GTO 265               | Střední           | PCIe x16              | 12       | 6        | 12  | 12     | 400             | 980             | 4,8            | 4,8            | 256           | GDDR3          | 31,36              | 256                  |
| R423       | Květen 2004   | X800 PRO X800 PRO VIVO            | Střední           | PCIe x16              | 12       | 6        | 12  | 12     | 475             | 900             | 5,7            | 5,7            | 256           | GDDR3          | 28,8               | 256                  |
| R423       | 2004          | X800 XT X800 XT VIVO              | Střední           | PCIe x16              | 12       | 6        | 12  | 12     | 500             | 1000            | 8              | 8              | 256           | GDDR3          | 32                 | 256                  |
| R423       | 2004          | X800 XT PE                        | Střední           | PCIe x16              | 12       | 6        | 12  | 12     | 520             | 1120            | 8,32           | 8,32           | 256           | GDDR3          | 35,84              | 256                  |
| R430       | Prosinec 2004 | X800                              | Střední           | PCIe x16, AGP 8x      | 12       | 6        | 12  | 12     | 392             | 700             | 4,704          | 4,704          | 128 256 512   | DDR            | 22,4               | 256                  |
| R430       | Prosinec 2004 | X800                              | Střední           | PCIe x16, AGP 8x      | 12       | 6        | 12  | 12     | 392             | 980             | 4,704          | 4,704          | 128 256 512   | GDDR3          | 31,36              | 256                  |
| R430       | Listopad 2005 | Radeon X800 GTO 128               | Střední           | PCIe x16              | 12       | 6        | 12  | 12     | 400             | 700             | 4,8            | 4,8            | 128           | DDR            | 22,4               | 256                  |
| R430       | Září 2005     | Radeon X800 GTO²                  | Střední           | PCIe x16              | 12       | 6        | 12  | 12     | 400             | 980             | 4,8            | 4,8            | 256           | GDDR3          | 31,36              | 256                  |
| R430       | Září 2005     | Radeon X800 GTO²                  | Střední           | PCIe x16              | 16       | 6        | 16  | 16     | 400             | 980             | 6,4            | 6,4            | 256           | GDDR3          | 31,36              | 256                  |
| R430       | 2005          | Radeon X800 GTO-16                | Vyšší             | PCIe x16              | 16       | 6        | 16  | 16     | 400             | 980             | 6,4            | 6,4            | 256           | GDDR3          | 31,36              | 256                  |
| R430       | 2004          | Radeon X800 XL Radeon X800 XT AIW | Nejvyšší          | PCIe x16              | 16       | 6        | 16  | 16     | 400             | 980             | 6,4            | 6,4            | 256           | GDDR3          | 31,36              | 256                  |
| R430       | Prosinec 2004 | Radeon X800 XL                    | Nejvyšší          | PCIe x16              | 16       | 6        | 16  | 16     | 400             | 1000            | 6,4            | 6,4            | 256 512       | GDDR3          | 32                 | 256                  |
| R480       | Září 2005     | Radeon X800 GT 128                | Střední           | PCIe x16              | 8        | 6        | 8   | 8      | 392             | 700             | 3,132          | 3,132          | 128           | DDR            | 22,4               | 256                  |
| R480       | Září 2005     | Radeon X800 GT 128                | Střední           | PCIe x16              | 8        | 6        | 8   | 8      | 475             | 700             | 3,8            | 3,8            | 128           | DDR            | 22,4               | 256                  |
| R480       | Září 2005     | Radeon X800 GT 256                | Střední           | PCIe x16              | 8        | 6        | 8   | 8      | 475             | 980             | 3,8            | 3,8            | 256           | GDDR3          | 31,36              | 256                  |
| R480       | Listopad 2005 | Radeon X800 GTO 128               | Vyšší             | PCIe x16              | 12       | 6        | 12  | 12     | 400             | 700             | 4,8            | 4,8            | 128           | DDR            | 22,1               | 256                  |
| R480       | Listopad 2005 | Radeon X800 GTO 256               | Vyšší             | PCIe x16              | 12       | 6        | 12  | 12     | 400             | 980             | 4,8            | 4,8            | 256           | GDDR3          | 31,36              | 256                  |
| R480       | 2005          | Radeon X800 GTO²                  | Vyšší             | PCIe x16              | 12       | 6        | 12  | 12     | 400             | 980             | 4,8            | 4,8            | 256           | GDDR3          | 31,36              | 256                  |
| R480       | 2005          | Radeon X800 GTO²                  | Vyšší             | PCIe x16              | 16       | 6        | 16  | 16     | 400             | 980             | 6,4            | 6,4            | 256           | GDDR3          | 31,36              | 256                  |
| R480       | Prosinec 2004 | Radeon X850 PRO                   | Vyšší             | PCIe x16              | 12       | 6        | 12  | 12     | 520             | 1080            | 6,24           | 6,24           | 256           | GDDR3          | 34,56              | 256                  |
| R480       | Prosinec 2004 | Radeon X850 XT                    | Nejvyšší          | PCIe x16              | 16       | 6        | 16  | 16     | 520             | 1080            | 8,32           | 8,32           | 256           | GDDR3          | 34,56              | 256                  |
| R480       | Prosinec 2004 | Radeon X850 XT PE                 | Nejvyšší          | PCIe x16              | 16       | 6        | 16  | 16     | 540             | 1180            | 8,32           | 8,32           | 256           | GDDR3          | 37,76              | 256                  |
| R481       | Listopad 2005 | X800 GTO                          | Vyšší             | AGP 8x                | 12       | 6        | 12  | 12     | 400             | 980             | 4,8            | 4,8            | 256           | GDDR3          | 31,36              | 256                  |
| R481       | 2005          | X850 PRO                          | Vyšší             | AGP 8x                | 12       | 6        | 12  | 12     | 520             | 1120            | 6,24           | 6,24           | 256           | GDDR3          | 34,56              | 256                  |
| R481       | 2005          | X850 XT                           | Nejvyšší          | AGP 8x                | 16       | 6        | 16  | 16     | 520             | 1120            | 8,32           | 8,32           | 256           | GDDR3          | 34,56              | 256                  |
| R481       | 2005          | X850 XT PE                        | Nejvyšší          | AGP 8x                | 16       | 6        | 16  | 16     | 540             | 1180            | 8,64           | 8,64           | 256           | GDDR3          | 37,76              | 256                  |
| Název čipu | Vydáno        | Modely karet                      | Část trhu 1       | Připojitelné rozhraní | Pixel    | Vertex   | TMU | ROP    | Čip             | Efektivní Paměť | Texture (GT/s) | Pixel (GP/s)   | Paměť (MiB)   | Typ pamětí     | Propustnost (GB/s) | Šířka sběrnice (bit) |
| Název čipu | Vydáno        | Modely karet                      | Část trhu 1       | Připojitelné rozhraní | Jednotky | Jednotky | TMU | ROP    | Čip             | Efektivní Paměť | Fillrate Výkon | Fillrate Výkon | Paměť (MiB)   | Typ pamětí     | Propustnost (GB/s) | Šířka sběrnice (bit) |
| Název čipu | Vydáno        | Modely karet                      | Část trhu 1       | Připojitelné rozhraní | Čip      | Čip      | Čip | Čip    | Frekvence (MHz) | Frekvence (MHz) | Fillrate Výkon | Fillrate Výkon | Paměťová část | Paměťová část  | Paměťová část      | Paměťová část        |

### Řada Radeon R500

#### Řada Radeon R520
- 1 Zařazení je bráno v době vydání nebo po dobu kdy nebylo nic novějšího.

| Počet jader | Podpora API | Podpora API | Podpora API |
| Počet jader | DirectX     | OpenGL      |             |
| ----------- | ----------- | ----------- | ----------- |
| 1           | 9.0c        | 2.0         |             |

| Název čipu | Vydáno          | Modely karet      | Část trhu 1 | Připojitelné rozhraní | Čip      | Čip      | Čip | Čip | Frekvence (MHz) | Frekvence (MHz) | Výkon Fillrate | Výkon Fillrate | Paměťová část | Paměťová část | Paměťová část      | Paměťová část        |
| Název čipu | Vydáno          | Modely karet      | Část trhu 1 | Připojitelné rozhraní | Jednotky | Jednotky | TMU | ROP | Čip             | Efektivní Paměť | Výkon Fillrate | Výkon Fillrate | Paměť (MiB)   | Typ pamětí    | Propustnost (GB/s) | Šířka sběrnice (bit) |
| Název čipu | Vydáno          | Modely karet      | Část trhu 1 | Připojitelné rozhraní | Pixel    | Vertex   | TMU | ROP | Čip             | Efektivní Paměť | Texture (GT/s) | Pixel (GP/s)   | Paměť (MiB)   | Typ pamětí    | Propustnost (GB/s) | Šířka sběrnice (bit) |
| ---------- | --------------- | ----------------- | ----------- | --------------------- | -------- | -------- | --- | --- | --------------- | --------------- | -------------- | -------------- | ------------- | ------------- | ------------------ | -------------------- |
| RV515      | Q4 2005         | X1300 HyperMemory | Nižší       | PCIe x16              | 4        | 2        | 4   | 4   | 450             | 500             | 1,8            | 1,8            | 128 + 512 HM  | DDR2          | 2                  | 32                   |
| RV515      | Q4 2005         | X1300 HyperMemory | Nižší       | PCIe x16              | 4        | 2        | 4   | 4   | 450             | 700             | 1,8            | 1,8            | 128 + 512 HM  | GDDR3         | 2,8                | 32                   |
| RV515      | Q4 2005         | X1300 HyperMemory | Nižší       | PCIe x16              | 4        | 2        | 4   | 4   | 450             | 500             | 1,8            | 1,8            | 128 + 512 HM  | DDR2          | 4                  | 64                   |
| RV515      | Q4 2005         | X1300 HyperMemory | Nižší       | PCIe x16              | 4        | 2        | 4   | 4   | 450             | 700             | 1,8            | 1,8            | 128 + 512 HM  | GDDR3         | 5,6                | 64                   |
| RV515      | Q4 2005         | X1300             | Nižší       | PCIe x16 AGP 8x PCI   | 4        | 2        | 4   | 4   | 450             | 1066            | 1,8            | 1,8            | 128 256 512   | DDR2          | 8                  | 64 (PCI) 128         |
| RV515      | Q4 2005         | X1300 PRO         | Nižší       | PCIe x16 AGP 4x, 8x   | 4        | 2        | 4   | 4   | 600             | 800             | 2,4            | 2,4            | 256 512       | DDR2          | 12,8               | 128                  |
| RV530      | Q3 2006         | X1300 XT          | Střední     | PCIe x16              | 12       | 5        | 4   | 4   | 500             | 800             | 2              | 2              | 256 512       | DDR2          | 12,8               | 128                  |
| RV530      | Q4 2005         | X1600 PRO         | Střední     | PCIe x1, x16 AGP 8x   | 12       | 5        | 4   | 4   | 500             | 810             | 2              | 2              | 128 256 512   | DDR2          | 12,96              | 128                  |
| RV530      | 2007            | X1650             | Střední     | PCIe x1, x16 AGP 8x   | 12       | 5        | 4   | 4   | 500             | 800             | 2              | 2              | 256 512       | DDR2          | 12,8               | 128                  |
| RV530      | Q4 2005         | X1600 XT          | Střední     | PCIe x1, x16 AGP 8x   | 12       | 5        | 4   | 4   | 590             | 1380            | 2,36           | 2,36           | 256           | GDDR3         | 22,1               | 128                  |
| RV530      | Q4 2006         | X1650 PRO         | Střední     | PCIe x1, x16 AGP 8x   | 12       | 5        | 4   | 4   | 600             | 1400            | 2,4            | 2,4            | 512           | DDR2          | 22,4               | 128                  |
| R520       | Q1 2006         | X1800 GTO         | Vyšší       | PCIe x16              | 12       | 8        | 12  | 12  | 500             | 1000            | 6              | 6              | 256           | GDDR3         | 32                 | 256                  |
| R520       | Q1 2006         | X1800 GTO Rev. 2  | Vyšší       | PCIe x16              | 16       | 8        | 16  | 16  | 500             | 1000            | 8              | 8              | 256           | GDDR3         | 32                 | 256                  |
| R520       | Q4 2005         | X1800 XL          | Nejvyšší    | PCIe x16              | 16       | 8        | 16  | 16  | 500             | 1000            | 6              | 6              | 256           | GDDR3         | 32                 | 256                  |
| R520       | Q4 2005 Q1 2006 | X1800 XT          | Nejvyšší    | PCIe x16              | 16       | 8        | 16  | 16  | 625             | 1500            | 10             | 10             | 256 512       | GDDR3         | 48                 | 256                  |
| Název čipu | Vydáno          | Modely karet      | Část trhu 1 | Připojitelné rozhraní | Pixel    | Vertex   | TMU | ROP | Čip             | Efektivní Paměť | Texture (GT/s) | Pixel (GP/s)   | Paměť (MiB)   | Typ pamětí    | Propustnost (GB/s) | Šířka sběrnice (bit) |
| Název čipu | Vydáno          | Modely karet      | Část trhu 1 | Připojitelné rozhraní | Jednotky | Jednotky | TMU | ROP | Čip             | Efektivní Paměť | Fillrate Výkon | Fillrate Výkon | Paměť (MiB)   | Typ pamětí    | Propustnost (GB/s) | Šířka sběrnice (bit) |
| Název čipu | Vydáno          | Modely karet      | Část trhu 1 | Připojitelné rozhraní | Čip      | Čip      | Čip | Čip | Frekvence (MHz) | Frekvence (MHz) | Fillrate Výkon | Fillrate Výkon | Paměťová část | Paměťová část | Paměťová část      | Paměťová část        |

#### Řada Radeon R580
- 1 Zařazení je bráno v době vydání nebo po dobu kdy nebylo nic novějšího.

| Počet jader | Podpora API | Podpora API | Podpora API |
| Počet jader | DirectX     | OpenGL      |             |
| ----------- | ----------- | ----------- | ----------- |
| 1           | 9.0c        | 2.0         |             |

| Název čipu | Vydáno          | Modely karet            | Část trhu 1 | Připojitelné rozhraní | Čip      | Čip      | Čip | Čip | Frekvence (MHz) | Frekvence (MHz) | Výkon Fillrate | Výkon Fillrate | Paměťová část | Paměťová část | Paměťová část      | Paměťová část        |
| Název čipu | Vydáno          | Modely karet            | Část trhu 1 | Připojitelné rozhraní | Jednotky | Jednotky | TMU | ROP | Čip             | Efektivní Paměť | Výkon Fillrate | Výkon Fillrate | Paměť (MiB)   | Typ pamětí    | Propustnost (GB/s) | Šířka sběrnice (bit) |
| Název čipu | Vydáno          | Modely karet            | Část trhu 1 | Připojitelné rozhraní | Pixel    | Vertex   | TMU | ROP | Čip             | Efektivní Paměť | Texture (GT/s) | Pixel (GP/s)   | Paměť (MiB)   | Typ pamětí    | Propustnost (GB/s) | Šířka sběrnice (bit) |
| ---------- | --------------- | ----------------------- | ----------- | --------------------- | -------- | -------- | --- | --- | --------------- | --------------- | -------------- | -------------- | ------------- | ------------- | ------------------ | -------------------- |
| RV516      | Q1 2007         | X1550 SE                | Nižší       | PCIe x16 AGP 8x       | 4        | 2        | 4   | 4   | 400             | 666             | 1,6            | 1,6            | 256           | DDR2          | 5,1                | 64                   |
| RV516      | Q1 2007         | X1550                   | Nižší       | PCIe x16 AGP 8x PCI   | 4        | 2        | 4   | 4   | 550             | 800             | 2,2            | 2,2            | 256 512       | DDR2          | 12,8               | 128                  |
| RV535      | Q3 2006         | X1300 XT                | Střední     | PCIe x16              | 12       | 5        | 4   | 4   | 500             | 800             | 2              | 2              | 256 512       | DDR2          | 12,8               | 128                  |
| RV535      | 2007            | X1650                   | Střední     | PCIe x16              | 12       | 5        | 4   | 4   | 500             | 800             | 2              | 2              | 256 512       | DDR2          | 12,8               | 128                  |
| RV535      | Q4 2006         | X1650 PRO               | Střední     | PCIe x16              | 12       | 5        | 4   | 4   | 600             | 1400            | 2,4            | 2,4            | 512           | DDR2          | 22,4               | 128                  |
| RV560      | 2006            | X1650 GT                | OEM         | PCIe x16              | 24       | 8        | 8   | 8   | 400             | 800             | 3,2            | 3,2            | 256           | DDR2          | 12,8               | 128                  |
| RV560      | Q4 2006         | X1650 XT                | Střední     | PCIe x16, AGP 8x      | 24       | 8        | 8   | 8   | 575             | 1380            | 4,6            | 4,6            | 256           | GDDR3         | 22,1               | 128                  |
| RV570      | Q4 2006         | X1950 GT                | Vyšší       | PCIe x16, AGP 8x      | 36       | 8        | 12  | 12  | 500             | 1200            | 6              | 6              | 256 512       | GDDR3         | 38,4               | 256                  |
| RV570      | Q4 2006         | X1950 PRO               | Vyšší       | PCIe x16, AGP 8x      | 36       | 8        | 12  | 12  | 575             | 1380            | 6,9            | 6,9            | 256 512       | GDDR3         | 44,2               | 256                  |
| R580       | Q1 2006         | X1900 GT                | Vyšší       | PCIe x16              | 36       | 8        | 12  | 12  | 575             | 1200            | 6,9            | 6,9            | 256           | GDDR3         | 38,4               | 256                  |
| R580       | Q1 2006         | X1900 GT Rev.2          | Vyšší       | PCIe x16              | 36       | 8        | 12  | 12  | 512             | 1320            | 6,144          | 6,144          | 256           | GDDR3         | 42,2               | 256                  |
| R580       | Q1 2006         | X1900 All-In-Wonder     | Vyšší       | PCIe x16              | 48       | 8        | 16  | 16  | 500             | 960             | 8              | 8              | 512           | GDDR3         | 30,7               | 256                  |
| R580       | Q1 2006         | X1900 CrossFire Edition | Nejvyšší    | PCIe x16              | 48       | 8        | 16  | 16  | 625             | 1450            | 10             | 10             | 512           | GDDR3         | 46,4               | 256                  |
| R580       | Q1 2006 Q3 2006 | X1900 XT                | Nejvyšší    | PCIe x16              | 48       | 8        | 16  | 16  | 625             | 1450            | 10             | 10             | 265 512       | GDDR3         | 46,4               | 256                  |
| R580       | Q1 2006         | X1900 XTX               | Nejvyšší    | PCIe x16              | 48       | 8        | 16  | 16  | 650             | 1550            | 10,4           | 10,4           | 512           | GDDR3         | 49,6               | 256                  |
| R580       | Q4 2006         | X1950 XT 256            | Nejvyšší    | PCIe x16 AGP 8x       | 48       | 8        | 16  | 16  | 625             | 1800            | 10             | 10             | 256           | GDDR3         | 57,6               | 256                  |
| R580       | Q1 2007         | X1950 XT 512            | Nejvyšší    | PCIe x16 AGP 8x       | 48       | 8        | 16  | 16  | 625             | 1600            | 10             | 10             | 512           | GDDR3         | 51,2               | 256                  |
| R580+      | Q3 2006         | X1950 XTX               | Nejvyšší    | PCIe x16              | 48       | 8        | 16  | 16  | 650             | 2000            | 10,4           | 10,4           | 512           | GDDR4         | 64                 | 256                  |
| Název čipu | Vydáno          | Modely karet            | Část trhu 1 | Připojitelné rozhraní | Pixel    | Vertex   | TMU | ROP | Čip             | Efektivní Paměť | Texture (GT/s) | Pixel (GP/s)   | Paměť (MiB)   | Typ pamětí    | Propustnost (GB/s) | Šířka sběrnice (bit) |
| Název čipu | Vydáno          | Modely karet            | Část trhu 1 | Připojitelné rozhraní | Jednotky | Jednotky | TMU | ROP | Čip             | Efektivní Paměť | Fillrate Výkon | Fillrate Výkon | Paměť (MiB)   | Typ pamětí    | Propustnost (GB/s) | Šířka sběrnice (bit) |
| Název čipu | Vydáno          | Modely karet            | Část trhu 1 | Připojitelné rozhraní | Čip      | Čip      | Čip | Čip | Frekvence (MHz) | Frekvence (MHz) | Fillrate Výkon | Fillrate Výkon | Paměťová část | Paměťová část | Paměťová část      | Paměťová část        |

### Řada Radeon R600
- 1 Zařazení je bráno v době vydání nebo po dobu kdy nebylo nic novějšího.
- 2 SP = Single precision, GFLOPs = FMAD
- 3 DirectX : Shader model : OpenGL

| Počet jader |
| ----------- |
| 1           |

| Název čipu | Název čipu | Vydáno  | Modely karet | Část trhu 1 | Připojitelné rozhraní | Jádro                 | Jádro | Jádro | Frekvence (MHz) | Frekvence (MHz)  | Výkon                     | Výkon          | Výkon        | Paměťová část | Paměťová část | Paměťová část      | Paměťová část        | Podpora API3 | TDP (W) | Poznámky         |
| Název čipu | Název čipu | Vydáno  | Modely karet | Část trhu 1 | Připojitelné rozhraní | Počet shader jednotek | TMU   | ROP   | Čip             | Paměti Efektivní | Teoretický v SP (GFLOPs)2 | Fillrate       | Fillrate     | Paměť (MiB)   | Typ pamětí    | Propustnost (GB/s) | Šířka sběrnice (bit) | Podpora API3 | 3D      | Poznámky         |
| Název čipu | Název čipu | Vydáno  | Modely karet | Část trhu 1 | Připojitelné rozhraní | Počet shader jednotek | TMU   | ROP   | Čip             | Paměti Efektivní | Teoretický v SP (GFLOPs)2 | Texture (GT/s) | Pixel (GP/s) | Paměť (MiB)   | Typ pamětí    | Propustnost (GB/s) | Šířka sběrnice (bit) | Podpora API3 | 3D      | Poznámky         |
| ---------- | ---------- | ------- | ------------ | ----------- | --------------------- | --------------------- | ----- | ----- | --------------- | ---------------- | ------------------------- | -------------- | ------------ | ------------- | ------------- | ------------------ | -------------------- | ------------ | ------- | ---------------- |
| RV610 A12  | RV610 A12  | 2007    | HD 2350      | OEM         | PCIe x16 AGP 8x       | 40                    | 4     | 4     | 525             | 800              | 42                        | 2,1            | 2,1          | 256           | DDR2          | 6,4                | 64                   | 10 4 2.1     | 20      | UAV deaktivováno |
| RV610      | PRO        | 2007    | HD 2400 PRO  | Nižší       | PCIe x16 AGP 8x PCI   | 40                    | 4     | 4     | 525             | 800              | 42                        | 2,1            | 2,1          | 128 256 512   | DDR2          | 6,4                | 64                   | 10 4 3.3     | 20      |                  |
| RV610      | XT         | 2007    | HD 2400 XT   | Nižší       | PCIe x16 AGP 8x PCI   | 40                    | 4     | 4     | 700             | 1600             | 56                        | 2,8            | 2,8          | 256           | GDDR3         | 12,8               | 64                   | 10 4 3.3     | 25      |                  |
| RV630      | PRO        | 2007    | HD 2600 PRO  | Střední     | PCIe x16 AGP 8x       | 120                   | 8     | 4     | 600             | 1000             | 144                       | 4,8            | 2,4          | 256 512       | DDR2          | 16                 | 128                  | 10 4 3.3     | 35      |                  |
| RV630      | PRO        | 2007    | HD 2600 PRO  | Střední     | PCIe x16 AGP 8x       | 120                   | 8     | 4     | 600             | 1400             | 144                       | 4,8            | 2,4          | 256 512       | GDDR3         | 22,4               | 128                  | 10 4 3.3     | 35      |                  |
| RV630      | XT         | 2007    | HD 2600 XT   | Střední     | PCIe x16 AGP 8x       | 120                   | 8     | 4     | 800             | 1800             | 192                       | 6,4            | 3,2          | 256 512       | GDDR3         | 28,8               | 128                  | 10 4 3.3     | 45      |                  |
| RV630      | XT         | 2007    | HD 2600 XT   | Střední     | PCIe x16 AGP 8x       | 120                   | 8     | 4     | 800             | 2200             | 192                       | 6,4            | 3,2          | 256 512       | GDDR4         | 35,2               | 128                  | 10 4 3.3     | 50      |                  |
| R600       | GT         | Q4 2007 | HD 2900 GT   | Vyšší       | PCIe x16 AGP 8x       | 240                   | 12    | 12    | 600             | 1600             | 288                       | 7,2            | 7,2          | 256 512       | GDDR3         | 51,2               | 256                  | 10 4 3.3     | 150     | bez UVD          |
| R600       | PRO        | Q3 2007 | HD 2900 PRO  | Vyšší       | PCIe x16 AGP 8x       | 320                   | 16    | 16    | 600             | 1600             | 384                       | 9,6            | 9,6          | 512 1024      | GDDR3         | 51,2               | 256                  | 10 4 3.3     |         | bez UVD          |
| R600       | PRO        | Q3 2007 | HD 2900 PRO  | Vyšší       | PCIe x16 AGP 8x       | 320                   | 16    | 16    | 600             | 1600             | 384                       | 9,6            | 9,6          | 512 1024      | GDDR3         | 102,4              | 512                  | 10 4 3.3     |         | bez UVD          |
| R600       | PRO        | Q3 2007 | HD 2900 PRO  | Vyšší       | PCIe x16 AGP 8x       | 320                   | 16    | 16    | 600             | 1850             | 384                       | 9,6            | 9,6          | 512 1024      | GDDR4         | 118,4              | 512                  | 10 4 3.3     |         | bez UVD          |
| R600       | XT         | Q2 2007 | HD 2900 XT   | Nejvyšší    | PCIe x16 AGP 8x       | 320                   | 16    | 16    | 743             | 1650             | 475                       | 11,9           | 11,9         | 512 1024      | GDDR3         | 105,6              | 512                  | 10 4 3.3     | 215     | bez UVD          |
| R600       | XT         | Q2 2007 | HD 2900 XT   | Nejvyšší    | PCIe x16 AGP 8x       | 320                   | 16    | 16    | 743             | 2000             | 475                       | 11,9           | 11,9         | 512 1024      | GDDR4         | 128                | 512                  | 10 4 3.3     | 215     | bez UVD          |
| Název čipu | Název čipu | Vydáno  | Modely karet | Část trhu 1 | Připojitelné rozhraní | Počet shader jednotek | TMU   | ROP   | Čip             | Efektivní Paměti | Teoretický v SP (GFLOPs)2 | Texture (GT/s) | Pixel (GP/s) | Paměť (MiB)   | Typ pamětí    | Propustnost (GB/s) | Šířka sběrnice (bit) | Podpora API3 | 3D      | Poznámky         |
| Název čipu | Název čipu | Vydáno  | Modely karet | Část trhu 1 | Připojitelné rozhraní | Počet shader jednotek | TMU   | ROP   | Čip             | Efektivní Paměti | Teoretický v SP (GFLOPs)2 | Fillrate       |              | Paměť (MiB)   | Typ pamětí    | Propustnost (GB/s) | Šířka sběrnice (bit) | Podpora API3 | 3D      | Poznámky         |
| Název čipu | Název čipu | Vydáno  | Modely karet | Část trhu 1 | Připojitelné rozhraní | Jádro                 | Jádro | Jádro | Frekvence (MHz) | Frekvence (MHz)  | Výkon                     | Výkon          | Výkon        | Paměťová část | Paměťová část | Paměťová část      | Paměťová část        | Podpora API3 | TDP (W) | Poznámky         |

### Řada Radeon R680
- 1 Zařazení je bráno v době vydání nebo po dobu kdy nebylo nic novějšího.
- 2 SP = Single precision, GFLOPs = FMAD
- 3 U více čipových verzí je počítán pouze celkový počet

| Připojitelné rozhraní | Podpora API | Podpora API  | Podpora API |
| Připojitelné rozhraní | DirectX     | Shader model | OpenGL      |
| --------------------- | ----------- | ------------ | ----------- |
| PCIe 2.0 x16          | 10.1        | 4.1          | 3.3         |

| Název čipu | Název čipu | Vydáno  | Modely karet    | Část trhu 1 | Jádro3      | Jádro3                | Jádro3 | Jádro3 | Frekvence (MHz) | Frekvence (MHz)  | Výkon                     | Výkon          | Výkon        | Paměťová část | Paměťová část | Paměťová část      | Paměťová část        | TDP (W) |
| Název čipu | Název čipu | Vydáno  | Modely karet    | Část trhu 1 | Počet jader | Počet shader jednotek | TMU    | ROP    | Čip             | Paměti Efektivní | Teoretický v SP (GFLOPs)2 | Fillrate       | Fillrate     | Paměť (MiB)   | Typ pamětí    | Propustnost (GB/s) | Šířka sběrnice (bit) | 3D      |
| Název čipu | Název čipu | Vydáno  | Modely karet    | Část trhu 1 | Počet jader | Počet shader jednotek | TMU    | ROP    | Čip             | Paměti Efektivní | Teoretický v SP (GFLOPs)2 | Texture (GT/s) | Pixel (GP/s) | Paměť (MiB)   | Typ pamětí    | Propustnost (GB/s) | Šířka sběrnice (bit) | 3D      |
| ---------- | ---------- | ------- | --------------- | ----------- | ----------- | --------------------- | ------ | ------ | --------------- | ---------------- | ------------------------- | -------------- | ------------ | ------------- | ------------- | ------------------ | -------------------- | ------- |
| RV620      | LE         | 2008    | HD 3430         | Nižší       | 1           | 40                    | 4      | 4      | 400             | 700              | 32                        | 1,6            | 1,6          | 256 512       | DDR2          | 5,6                | 64                   | 20      |
| RV620      | LE         | Q1 2008 | HD 4350         | Nižší       | 1           | 40                    | 4      | 4      | 600             | 1000             | 48                        | 2,4            | 2,4          | 256 512       | DDR2          | 8                  | 64                   | 25      |
| RV620      | Pro        | Q1 2008 | HD 4370         | Nižší       | 1           | 40                    | 4      | 4      | 800             | 1900             | 64                        | 3,2            | 3,2          | 256 512       | GDDR3         | 15,2               | 64                   | 30      |
| RV635      | Pro        | Q1 2008 | HD 3650         | Střední     | 1           | 120                   | 8      | 4      | 725             | 1600             | 174                       | 5,8            | 2,9          | 256 512 1024  | GDDR3         | 25,6               | 128                  | 65      |
| RV670      | PRO        | 2008    | HD 3690 HD 3830 | Střední     | 1           | 320                   | 16     | 16     | 668             | 1656             | 427                       | 10,7           | 10,7         | 256           | GDDR3         | 26,5               | 128                  | 75      |
| RV670      | PRO        | Q4 2007 | HD 3850         | Vyšší       | 1           | 320                   | 16     | 16     | 668             | 1656             | 427                       | 10,7           | 10,7         | 256 512 1024  | GDDR3         | 53                 | 256                  | 75      |
| RV670      | PRO        | Q2 2008 | HD 3850 X2      | Nejvyšší    | 2           | 640                   | 32     | 32     | 668             | 1656             | 854                       | 21,4           | 21,4         | 2x 512        | GDDR3         | 2x 53              | 2x 256               | 140     |
| RV670      | XT         | Q4 2007 | HD 3870         | Vyšší       | 1           | 320                   | 16     | 16     | 775             | 1800             | 496                       | 12,4           | 12,4         | 512 1024      | GDDR3         | 57,6               | 256                  | 106     |
| RV670      | XT         | Q4 2007 | HD 3870         | Vyšší       | 1           | 320                   | 16     | 16     | 775             | 2250             | 496                       | 12,4           | 12,4         | 512 1024      | GDDR4         | 72                 | 256                  | 106     |
| R680       | R680       | Q1 2008 | HD 3870 X2      | Nejvyšší    | 2           | 640                   | 32     | 32     | 825             | 1800             | 1056                      | 26,4           | 26,4         | 2x 512        | GDDR3         | 2x 57,6            | 2x 256               | 225     |
| R680       | R680       | Q1 2008 | HD 3870 X2      | Nejvyšší    | 2           | 640                   | 32     | 32     | 825             | 2250             | 1056                      | 26,4           | 26,4         | 2x 512        | GDDR4         | 2x 72              | 2x 256               | 225     |
| Název čipu | Název čipu | Vydáno  | Modely karet    | Část trhu 1 | Počet jader | Počet shader jednotek | TMU    | ROP    | Čip             | Efektivní Paměti | Teoretický v SP (GFLOPs)7 | Texture (GT/s) | Pixel (GP/s) | Paměť (MiB)   | Typ pamětí    | Propustnost (GB/s) | Šířka sběrnice (bit) | 3D      |
| Název čipu | Název čipu | Vydáno  | Modely karet    | Část trhu 1 | Počet jader | Počet shader jednotek | TMU    | ROP    | Čip             | Efektivní Paměti | Teoretický v SP (GFLOPs)7 | Fillrate       |              | Paměť (MiB)   | Typ pamětí    | Propustnost (GB/s) | Šířka sběrnice (bit) | 3D      |
| Název čipu | Název čipu | Vydáno  | Modely karet    | Část trhu 1 | Jádro       | Jádro                 | Jádro  | Jádro  | Frekvence (MHz) | Frekvence (MHz)  | Výkon                     | Výkon          | Výkon        | Paměťová část | Paměťová část | Paměťová část      | Paměťová část        | TDP (W) |

### Řada Radeon R700
- 1 Zařazení je bráno v době vydání nebo po dobu kdy nebylo nic novějšího.
- 2 SP = Single precision, GFLOPs = FMAD
- 3 U více čipových verzí je počítán pouze celkový počet

| Připojitelné rozhraní | Podpora API | Podpora API  | Podpora API |
| Připojitelné rozhraní | DirectX     | Shader model | OpenGL      |
| --------------------- | ----------- | ------------ | ----------- |
| PCIe 2.0 x16          | 10.1        | 4.1          | 3.3         |

| Název čipu        | Vydáno  | Modely karet | Část trhu 1 | Jádro3      | Jádro3                | Jádro3 | Jádro3    | Frekvence (MHz) | Frekvence (MHz)  | Výkon                     | Výkon          | Výkon        | Paměťová část  | Paměťová část | Paměťová část      | Paměťová část        | TDP (W) |
| Název čipu        | Vydáno  | Modely karet | Část trhu 1 | Počet jader | Počet shader jednotek | TMU    | color ROP | Čip             | Paměti Efektivní | Teoretický v SP (GFLOPs)2 | Fillrate       | Fillrate     | Paměť (MiB)    | Typ pamětí    | Propustnost (GB/s) | Šířka sběrnice (bit) | 3D      |
| Název čipu        | Vydáno  | Modely karet | Část trhu 1 | Počet jader | Počet shader jednotek | TMU    | color ROP | Čip             | Paměti Efektivní | Teoretický v SP (GFLOPs)2 | Texture (GT/s) | Pixel (GP/s) | Paměť (MiB)    | Typ pamětí    | Propustnost (GB/s) | Šířka sběrnice (bit) | 3D      |
| ----------------- | ------- | ------------ | ----------- | ----------- | --------------------- | ------ | --------- | --------------- | ---------------- | ------------------------- | -------------- | ------------ | -------------- | ------------- | ------------------ | -------------------- | ------- |
| RV710             | Q3 2008 | HD 4350      | Nižší       | 1           | 80                    | 8      | 4         | 575             | 1000             | 92                        | 4,6            | 2,3          | 256 512 1024   | DDR2          | 8                  | 64                   | 20      |
| RV710             | Q3 2008 | HD 4550      | Nižší       | 1           | 80                    | 8      | 4         | 600             | 1200             | 96                        | 4,8            | 2,4          | 256 512 1024   | DDR3          | 9,6                | 64                   | 25      |
| RV710             | Q3 2008 | HD 4550      | Nižší       | 1           | 80                    | 8      | 4         | 600             | 1600             | 96                        | 4,8            | 2,4          | 256 512 1024   | GDDR3         | 12,8               | 64                   | 25      |
| RV730 PRO         | Q3 2008 | HD 4650      | Nižší       | 1           | 320                   | 32     | 8         | 600             | 1000             | 384                       | 19,2           | 4,8          | 256 512 1024   | DDR2          | 16                 | 64                   | 48      |
| RV730 PRO         | Q3 2008 | HD 4650      | Nižší       | 1           | 320                   | 32     | 8         | 650             | 1400             | 416                       | 20,8           | 5,2          | 256 512 1024   | GDDR3         | 22,4               | 128                  | 48      |
| RV730 PRO         | Q3 2008 | HD 4650      | Nižší       | 1           | 320                   | 32     | 8         | 650             | 1800             | 416                       | 20,8           | 5,2          | 256 512 1024   | GDDR4         | 28,8               | 128                  | 48      |
| RV730 XT          | Q3 2008 | HD 4670      | Střední     | 1           | 320                   | 32     | 8         | 750             | 1800             | 480                       | 24             | 6            | 512 1024       | DDR3          | 28,8               | 128                  | 59      |
| RV730 XT          | Q3 2008 | HD 4670      | Střední     | 1           | 320                   | 32     | 8         | 750             | 2000             | 480                       | 24             | 6            | 512 1024       | GDDR3         | 32                 | 128                  | 59      |
| RV730 XT          | Q3 2008 | HD 4670      | Střední     | 1           | 320                   | 32     | 8         | 750             | 2200             | 480                       | 24             | 6            | 512 1024       | GDDR4         | 35,2               | 128                  | 59      |
| RV740             | Q2 2009 | HD 4770      | Střední     | 1           | 640                   | 32     | 16        | 750             | 800 : 3600       | 960                       | 24             | 12           | 512            | GDDR5         | 51,2               | 128                  | 80      |
| RV770 CE          | Q3 2008 | HD 4730      | Střední     | 1           | 640                   | 32     | 8         | 700             | 3600             | 896                       | 22,4           | 5,6          | 512            | GDDR5         | 57,6               | 128                  | 110     |
| RV770 CE          | Q3 2008 | HD 4730      | Střední     | 1           | 640                   | 32     | 8         | 750             | 3600             | 826,3                     | 24             | 6            | 512            | GDDR5         | 57,6               | 128                  | 110     |
| RV770 LE          | Q4 2008 | HD 4830      | Střední     | 1           | 640                   | 32     | 16        | 575             | 1800             | 736                       | 18,4           | 9,2          | 512            | GDDR3 GDDR4   | 57,6               | 256                  | 95      |
| RV770 PRO         | Q2 2008 | HD 4850      | Vyšší       | 1           | 800                   | 40     | 16        | 625             | 1986             | 1000                      | 25             | 10           | 512 1024 2048  | GDDR3 GDDR4   | 63,55              | 256                  | 110     |
| RV770 XT          | Q2 2008 | HD 4870      | Vyšší       | 1           | 800                   | 40     | 16        | 750             | 3600             | 1200                      | 30             | 12           | 512 1024 2048  | GDDR5         | 115,2              | 256                  | 150     |
| RV770 XT (= R700) | Q4 2008 | HD 4850 X2   | Nejvyšší    | 2           | 1600                  | 80     | 32        | 625             | 1986             | 2000                      | 50             | 20           | 2x 512 2x 1024 | GDDR3         | 2x 63,55           | 2x 256               | 250     |
| RV770 XT (= R700) | Q4 2008 | HD 4870 X2   | Nejvyšší    | 2           | 1600                  | 80     | 32        | 750             | 3600             | 2400                      | 60             | 24           | 2x 512 2x 1024 | GDDR5         | 2x 115,2           | 2x 256               | 286     |
| RV790 XT          | Q2 2009 | HD 4890      | Vyšší       | 1           | 800                   | 40     | 16        | 850             | 3900             | 1360                      | 34             | 13,6         | 1024 2048      | GDDR5         | 124,8              | 256                  | 190     |
| Název čipu        | Vydáno  | Modely karet | Část trhu 1 | Počet jader | Počet shader jednotek | TMU    | color ROP | Čip             | Efektivní Paměti | Teoretický v SP (GFLOPs)2 | Texture (GT/s) | Pixel (GP/s) | Paměť (MiB)    | Typ pamětí    | Propustnost (GB/s) | Šířka sběrnice (bit) | 3D      |
| Název čipu        | Vydáno  | Modely karet | Část trhu 1 | Počet jader | Počet shader jednotek | TMU    | color ROP | Čip             | Efektivní Paměti | Teoretický v SP (GFLOPs)2 | Fillrate       |              | Paměť (MiB)    | Typ pamětí    | Propustnost (GB/s) | Šířka sběrnice (bit) | 3D      |
| Název čipu        | Vydáno  | Modely karet | Část trhu 1 | Jádro       | Jádro                 | Jádro  | Jádro     | Frekvence (MHz) | Frekvence (MHz)  | Výkon                     | Výkon          | Výkon        | Paměťová část  | Paměťová část | Paměťová část      | Paměťová část        | TDP (W) |

### Řada Radeon R800
- 1 Zařazení je bráno v době vydání nebo po dobu kdy nebylo nic novějšího.
- 2 SP = Single precision, DP = Double precision, GFLOPs = FMAD
- 3 U více čipových verzí je počítán pouze celkový počet

| Připojitelné rozhraní | Podpora API | Podpora API  | Podpora API | Podpora API |
| Připojitelné rozhraní | DirectX     | Shader model | OpenGL      | OpenCL      |
| --------------------- | ----------- | ------------ | ----------- | ----------- |
| PCIe 2.1 x16          | 11          | 5            | 4.1         | 1.1         |

| Název  | Název  | Název           | Název           | Vydáno  | Modely karet                      | Část trhu 1 | Jádro3      | Jádro3                | Jádro3 | Jádro3    | Frekvence (MHz) | Frekvence (MHz)  | Výkon                | Výkon                | Výkon          | Výkon        | Paměťová část   | Paměťová část | Paměťová část      | Paměťová část        | TDP (W) | TDP (W) |
| Jádro  | Jádro  | Kódové označení | Kódové označení | Vydáno  | Modely karet                      | Část trhu 1 | Počet jader | Počet shader jednotek | TMU    | color ROP | Čip             | Paměti Efektivní | Teoretický (GFLOPs)2 | Teoretický (GFLOPs)2 | Fillrate       | Fillrate     | Paměť (MiB)     | Typ pamětí    | Propustnost (GB/s) | Šířka sběrnice (bit) | 2D      | 3D      |
| Jádro  | Jádro  | Kódové označení | Kódové označení | Vydáno  | Modely karet                      | Část trhu 1 | Počet jader | Počet shader jednotek | TMU    | color ROP | Čip             | Paměti Efektivní | SP                   | DP                   | Texture (GT/s) | Pixel (GP/s) | Paměť (MiB)     | Typ pamětí    | Propustnost (GB/s) | Šířka sběrnice (bit) | 2D      | 3D      |
| ------ | ------ | --------------- | --------------- | ------- | --------------------------------- | ----------- | ----------- | --------------------- | ------ | --------- | --------------- | ---------------- | -------------------- | -------------------- | -------------- | ------------ | --------------- | ------------- | ------------------ | -------------------- | ------- | ------- |
| RV810  | PRO    | Cedar           | PRO             | Q1 2010 | HD 5450                           | Nižší       | 1           | 80                    | 8      | 4         | 650             | 800              | 104                  | -                    | 5,2            | 2,6          | 512 1024        | DDR2          | 6,4                | 64                   | 6,4     | 19,1    |
| RV810  | PRO    | Cedar           | PRO             | Q1 2010 | HD 5450                           | Nižší       | 1           | 80                    | 8      | 4         | 650             | 1600             | 104                  | -                    | 5,2            | 2,6          | 512 1024        | DDR3          | 12,8               | 64                   | 6,4     | 19,1    |
| RV830  | LE     | Redwood         | LE              | Q1 2010 | HD 5550                           | Nižší       | 1           | 320                   | 16     | 8         | 550             | 800              | 352                  | -                    | 8,8            | 4,4          | 512 1024        | DDR2          | 12,8               | 128                  | 10      | 39      |
| RV830  | LE     | Redwood         | LE              | Q1 2010 | HD 5550                           | Nižší       | 1           | 320                   | 16     | 8         | 550             | 1600 1800        | 352                  | -                    | 8,8            | 4,4          | 512 1024        | DDR3          | 24,5 28,8          | 128                  | 10      | 39      |
| RV830  | LE     | Redwood         | LE              | Q1 2010 | HD 5550                           | Nižší       | 1           | 320                   | 16     | 8         | 550             | 3600 4000        | 352                  | -                    | 8,8            | 4,4          | 512 1024        | GDDR5         | 57,6 64            | 128                  | 10      | 39      |
| RV830  | PRO    | Redwood         | PRO             | Q1 2010 | HD 5570                           | Nižší       | 1           | 400                   | 16     | 8         | 650             | 1800             | 520                  | -                    | 13             | 5,2          | 512 1024        | DDR3          | 28,8               | 128                  | 10      | 39      |
| RV830  | PRO    | Redwood         | PRO             | Q1 2010 | HD 5570                           | Nižší       | 1           | 400                   | 16     | 8         | 650             | 3600 4000        | 520                  | -                    | 13             | 5,2          | 512 1024        | GDDR5         | 57,6 64            | 128                  | 10      | 39      |
| RV830  | XT     | Redwood         | XT              | Q1 2010 | HD 5670                           | Střední     | 1           | 400                   | 16     | 8         | 775             | 4000             | 620                  | -                    | 15,5           | 6,2          | 512 1024        | GDDR5         | 64                 | 128                  | 15      | 64      |
| RV840  | LE     | Juniper         | LE              | Q4 2009 | HD 5750                           | Střední     | 1           | 720                   | 36     | 16        | 700             | 4600             | 1008                 | -                    | 25,2           | 11,2         | 512 1024        | GDDR5         | 73,6               | 128                  | 16      | 86      |
| RV840  | XT     | Juniper         | XT              | Q4 2009 | HD 5770                           | Střední     | 1           | 800                   | 40     | 16        | 850             | 4800             | 1360                 | -                    | 34             | 13,6         | 512 1024        | GDDR5         | 76,8               | 128                  | 18      | 108     |
| RV870  | LE     | Cypress         | LE              | Q1 2010 | HD 5830                           | Vyšší       | 1           | 1120                  | 56     | 16        | 800             | 4000             | 1792                 | 358                  | 44,8           | 12,8         | 1024            | GDDR5         | 128                | 256                  | 25      | 175     |
| RV870  | PRO    | Cypress         | PRO             | Q3 2009 | HD 5850                           | Vyšší       | 1           | 1440                  | 72     | 32        | 725             | 4000             | 2088                 | 418                  | 52,2           | 23,2         | 1024 2048       | GDDR5         | 128                | 256                  | 27      | 151     |
| RV870  | XT     | Cypress         | XT              | Q3 2009 | HD 5870 HD 5870 Eyefinity Edition | Vyšší       | 1           | 1600                  | 80     | 32        | 850             | 4800             | 2720                 | 544                  | 68             | 27,2         | 1024 2048       | GDDR5         | 153,6              | 256                  | 27      | 188     |
| RV870  | XT     | Cypress         | XT              |         | HD 5870 X2                        | Nejvyšší    | 2           | 3200                  | 160    | 64        | 850             | 4800             | 5440                 | 1088                 | 136            | 54,4         | 2x 2048         | GDDR5         | 2x 153,6           | 2x 256               |         |         |
| RV870  | XT     | Hemlock         | XT              | Q4 2009 | HD 5970                           | Nejvyšší    | 2           | 3200                  | 160    | 64        | 725             | 4000             | 4640                 | 928                  | 116            | 46,4         | 2x 1024 2x 2048 | GDDR5         | 2x 128             | 2x 256               | 51      | 294     |
| Jádro3 | Jádro3 | Kódové označení | Kódové označení | Vydáno  | Modely karet                      | Část trhu 1 | Počet jader | Počet shader jednotek | TMU    | color ROP | Čip             | Efektivní Paměti | SP                   | DP                   | Texture (GT/s) | Pixel (GP/s) | Paměť (MiB)     | Typ pamětí    | Propustnost (GB/s) | Šířka sběrnice (bit) | 2D      | 3D      |
| Jádro3 | Jádro3 | Kódové označení | Kódové označení | Vydáno  | Modely karet                      | Část trhu 1 | Počet jader | Počet shader jednotek | TMU    | color ROP | Čip             | Efektivní Paměti | Teoretický (GFLOPs)2 | Teoretický (GFLOPs)2 | Fillrate       | Fillrate     | Paměť (MiB)     | Typ pamětí    | Propustnost (GB/s) | Šířka sběrnice (bit) | 2D      | 3D      |
| Název  | Název  | Název           | Název           | Vydáno  | Modely karet                      | Část trhu 1 | Jádro       | Jádro                 | Jádro  | Jádro     | Frekvence (MHz) | Frekvence (MHz)  | Výkon                | Výkon                | Výkon          | Výkon        | Paměťová část   | Paměťová část | Paměťová část      | Paměťová část        | TDP (W) | TDP (W) |

### Řada Radeon R900
- 1 Zařazení je bráno v době vydání nebo po dobu kdy nebylo nic novějšího.
- 2 SP = Single precision, DP = Double precision, GFLOPs = FMAD
- 3 U více čipových verzí je počítán pouze celkový počet

| Připojitelné rozhraní | Podpora API | Podpora API  | Podpora API | Podpora API |
| Připojitelné rozhraní | DirectX     | Shader model | OpenGL      | OpenCL      |
| --------------------- | ----------- | ------------ | ----------- | ----------- |
| PCIe 2.1 x16          | 11          | 5            | 4.1         | 1.1         |

| Název | Název   | Název           | Název           | Vydáno                 | Modely karet | Část trhu 1   | Jádro 3     | Jádro 3               | Jádro 3 | Jádro 3   | Frekvence (MHz) | Frekvence (MHz)  | Výkon                 | Výkon                 | Výkon          | Výkon        | Paměťová část | Paměťová část | Paměťová část      | Paměťová část        | TDP (W) | TDP (W) | TDP (W) |
| Jádro | Jádro   | Kódové označení | Kódové označení | Vydáno                 | Modely karet | Část trhu 1   | Počet jader | Počet shader jednotek | TMU     | color ROP | Čip             | Paměti efektivní | Teoretický (GFLOPS) 2 | Teoretický (GFLOPS) 2 | Fillrate       | Fillrate     | Paměť (MiB)   | Typ pamětí    | Propustnost (GB/s) | Šířka sběrnice (bit) | 2D      | 3D      | MAX     |
| Jádro | Jádro   | Kódové označení | Kódové označení | Vydáno                 | Modely karet | Část trhu 1   | Počet jader | Počet shader jednotek | TMU     | color ROP | Čip             | Paměti efektivní | SP                    | DP                    | Texture (GT/s) | Pixel (GP/s) | Paměť (MiB)   | Typ pamětí    | Propustnost (GB/s) | Šířka sběrnice (bit) | 2D      | 3D      | MAX     |
| ----- | ------- | --------------- | --------------- | ---------------------- | ------------ | ------------- | ----------- | --------------------- | ------- | --------- | --------------- | ---------------- | --------------------- | --------------------- | -------------- | ------------ | ------------- | ------------- | ------------------ | -------------------- | ------- | ------- | ------- |
| RV910 |         | Caicos          |                 | Q1 (OEM) Q2 2011 (trh) | HD 6450      | Nejnižší      | 1           | 160                   | 8       | 4         | 625             | 1600             | 200                   | -                     | 5              | 2,5          | 1024          | DDR3          | 12,8               | 64                   | 9       | -       | 20      |
| RV910 | 3200    | Caicos          | 512             | Q1 (OEM) Q2 2011 (trh) | HD 6450      | Nejnižší      | 1           | 160                   | 8       | 4         | 625             | GDDR5            | 200                   | -                     | 5              | 2,5          | 25,6          |               |                    | 64                   | 9       | -       | 20      |
| RV910 | 750     | Caicos          | 512             | Q1 (OEM) Q2 2011 (trh) | HD 6450      | Nejnižší      | 1           | 160                   | 8       | 4         | 3600            | GDDR5            | 240                   | -                     | 6              | 3            | 28,8          | 27            |                    | 64                   | 9       | -       |         |
| RV930 |         | Turks           |                 | Q1 (OEM) Q2 2011 (trh) | HD 6570      | Nižší střední | 1           | 480                   | 24      | 8         | 650             | 1800             | 624                   | -                     | 15,6           | 5,2          | 1024 2048     | GDDR3         | 28,8               | 128                  | 10      | -       | 44      |
| RV930 | 4000    | Turks           | GDDR5           | Q1 (OEM) Q2 2011 (trh) | HD 6570      | Nižší střední | 1           | 480                   | 24      | 8         | 650             | 64               | 624                   | -                     | 15,6           | 5,2          | 1024 2048     | 11            | 60                 | 128                  |         | -       |         |
| RV930 | HD 6670 | Turks           | 800             | Q1 (OEM) Q2 2011 (trh) | 4000         | Nižší střední | 1           | 480                   | 24      | 8         | 768             | -                | 19,2                  | 6,4                   | 512 1024       | GDDR5        | 64            | 12            | 66                 | 128                  |         | -       |         |
| RV840 | PRO     | Juniper         | PRO             | Q1 (OEM) Q2 2011 (trh) | HD 6750      | Střední       | 1           | 720                   | 36      | 16        | 700             | 4600             | 1008                  | -                     | 25,2           | 11,2         | 512 1024      | GDDR5         | 73,6               | 128                  | 16      | -       | 86      |
| RV840 | XT      | Juniper         | XT              | Q1 (OEM) Q2 2011 (trh) | HD 6770      | Střední       | 1           | 800                   | 40      | 16        | 850             | 4800             | 1360                  | -                     | 34             | 13,6         | 512 1024      | GDDR5         | 76,8               | 128                  | 18      | -       | 108     |
| RV940 | LE      | Barts           | LE              | Q2 2011                | HD 6790      | Střední       | 1           | 800                   | 40      | 16        | 840             | 4200             | 1340                  | -                     | 33,6           | 13,4         | 1024          | GDDR5         | 134,4              | 256                  | 19      | -       | 150     |
| RV940 | PRO     | Barts           | PRO             | Q4 2010                | HD 6850      | Vyšší střední | 1           | 960                   | 48      | 32        | 775             | 4000             | 1488                  | -                     | 37,2           | 24,8         | 1024          | GDDR5         | 128                | 256                  | 19      | -       | 127     |
| RV940 | XT      | Barts           | XT              | Q4 2010                | HD 6870      | Vyšší střední | 1           | 1120                  | 56      | 32        | 900             | 4200             | 2016                  | -                     | 50,4           | 28,8         | 1024          | GDDR5         | 134,4              | 256                  | 19      | -       | 151     |
| RV970 | Pro     | Cayman          | Pro             | Q4 2010                | HD 6950      | Vyšší         | 1           | 1408                  | 88      | 32        | 800             | 5000             | 2253                  | 563                   | 70,4           | 25,6         | 1024 2048     | GDDR5         | 160                | 256                  | 20      | 140     | 200     |
| RV970 | XT      | Cayman          | XT              | Q4 2010                | HD 6970      | Vyšší         | 1           | 1536                  | 96      | 32        | 880             | 5500             | 2703                  | 675                   | 84,5           | 28,2         | 2048          | GDDR5         | 176                | 256                  | 20      | 190     | 250     |
| RV970 | XT      | Antilles        | XT              | Q1 2011                | HD 6990      | Nejvyšší      | 2           | 3072                  | 192     | 64        | 830             | 5000             | 5100                  | 1273,4                | 159,4          | 53,2         | 2x 2048       | GDDR5         | 2x 160             | 2x 256               | 37      | -       | 375     |
| RV970 | XT      | Antilles        | XT              | Q1 2011                | HD 6990      | Nejvyšší      | 2           | 3072                  | 192     | 64        | 880             | 5000             | 5406                  | 1350                  | 169            | 56,4         | 2x 2048       | GDDR5         | 2x 160             | 2x 256               | 37      | -       | 450     |
| Jádro | Jádro   | Kódové označení | Kódové označení | Vydáno                 | Modely karet | Část trhu 1   | Počet jader | Počet shader jednotek | TMU     | color ROP | Čip             | Paměti efektivní | SP                    | DP                    | Texture (GT/s) | Pixel (GP/s) | Paměť (MiB)   | Typ pamětí    | Propustnost (GB/s) | Šířka sběrnice (bit) | 2D      | 3D      | MAX     |
| Jádro | Jádro   | Kódové označení | Kódové označení | Vydáno                 | Modely karet | Část trhu 1   | Počet jader | Počet shader jednotek | TMU     | color ROP | Čip             | Paměti efektivní | Teoretický (GFLOPS) 2 | Teoretický (GFLOPS) 2 | Fillrate       | Fillrate     | Paměť (MiB)   | Typ pamětí    | Propustnost (GB/s) | Šířka sběrnice (bit) | 2D      | 3D      | MAX     |
| Název | Název   | Název           | Název           | Vydáno                 | Modely karet | Část trhu 1   | Jádro 3     | Jádro 3               | Jádro 3 | Jádro 3   | Frekvence (MHz) | Frekvence (MHz)  | Výkon                 | Výkon                 | Výkon          | Výkon        | Paměťová část | Paměťová část | Paměťová část      | Paměťová část        | TDP (W) | TDP (W) | TDP (W) |

### Řada GCN
| Připojitelné rozhraní | Podpora API | Podpora API   | Podpora API  | Podpora API | Podpora API |
| Připojitelné rozhraní | DirectX     | DirectCompute | Shader model | OpenGL      | OpenCL      |
| --------------------- | ----------- | ------------- | ------------ | ----------- | ----------- |
| PCIe 3.0 x16          | 11.1        | 11.1          | 5            | 4.1         | 1.1         |

## Integrované GPU v čipsetu (IGP)

### Radeon R600
- 1 Unifikované shadery  : TMU : ROP

| Specifikace R800 (použita na Radeon HD 5000) | Specifikace R800 (použita na Radeon HD 5000) | Specifikace R800 (použita na Radeon HD 5000) | Specifikace R800 (použita na Radeon HD 5000) | Specifikace R800 (použita na Radeon HD 5000) | Specifikace R800 (použita na Radeon HD 5000) | Specifikace R800 (použita na Radeon HD 5000) | Specifikace R800 (použita na Radeon HD 5000) | Specifikace R800 (použita na Radeon HD 5000) | Specifikace R800 (použita na Radeon HD 5000) | Specifikace R800 (použita na Radeon HD 5000) | Specifikace R800 (použita na Radeon HD 5000) | Specifikace R800 (použita na Radeon HD 5000) | Specifikace R800 (použita na Radeon HD 5000) | Specifikace R800 (použita na Radeon HD 5000) | Specifikace R800 (použita na Radeon HD 5000) | Specifikace R800 (použita na Radeon HD 5000) |        |        |
| Název jádra                                  | Jméno jádra                                  | Jméno čipsetu                                | Uvedeno                                      | Modely                                       | Nanotechnologie                              | Frekvence GPU                                | Rozdělení jádra 1                            | Hardware T&L                                 | Výkon                                        | Paměť                                        | Paměť                                        | Paměť                                        | Paměť                                        | Paměť                                        | Slot                                         | DirectX                                      | OpenGL | OpenCL |
| -------------------------------------------- | -------------------------------------------- | -------------------------------------------- | -------------------------------------------- | -------------------------------------------- | -------------------------------------------- | -------------------------------------------- | -------------------------------------------- | -------------------------------------------- | -------------------------------------------- | -------------------------------------------- | -------------------------------------------- | -------------------------------------------- | -------------------------------------------- | -------------------------------------------- | -------------------------------------------- | -------------------------------------------- | ------ | ------ |
| Název jádra                                  | Jméno jádra                                  | Jméno čipsetu                                | Uvedeno                                      | Modely                                       | Nanotechnologie                              | Frekvence GPU                                | Rozdělení jádra 1                            | Hardware T&L                                 | Fillrate max (MT/s)                          | Frekvence                                    | Velikost                                     | Typ                                          | Sběrnice                                     | Propusnost                                   | Slot                                         | DirectX                                      | OpenGL | OpenCL |
| RV620                                        |                                              | RS880                                        | 2010                                         | Radeon HD 4250                               | 55 nm                                        | 560 MHz                                      | 40:4:4                                       | ano                                          |                                              |                                              |                                              |                                              |                                              |                                              | PCI-E                                        | 10.1                                         | 3,2    | 1,0    |
| RV620                                        |                                              | RS880D                                       | 2010                                         | Radeon HD 4290                               | 55 nm                                        | 700 MHz                                      | 40:4:4                                       | ano                                          |                                              |                                              |                                              |                                              |                                              |                                              | PCI-E                                        | 10.1                                         | 3,2    | 1,0    |